# 旧江戸川

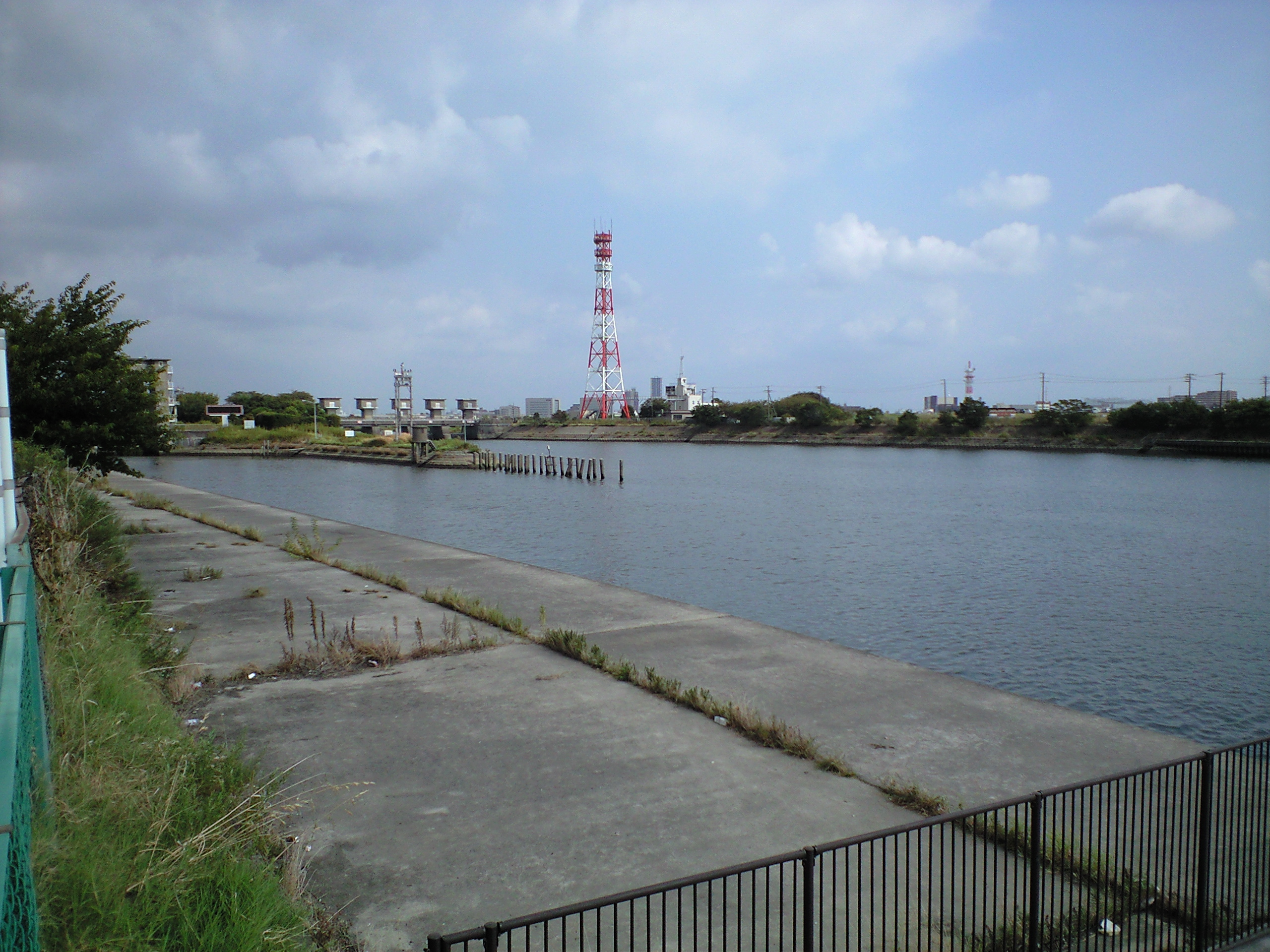
江戸川水閘門（東篠崎から望む）

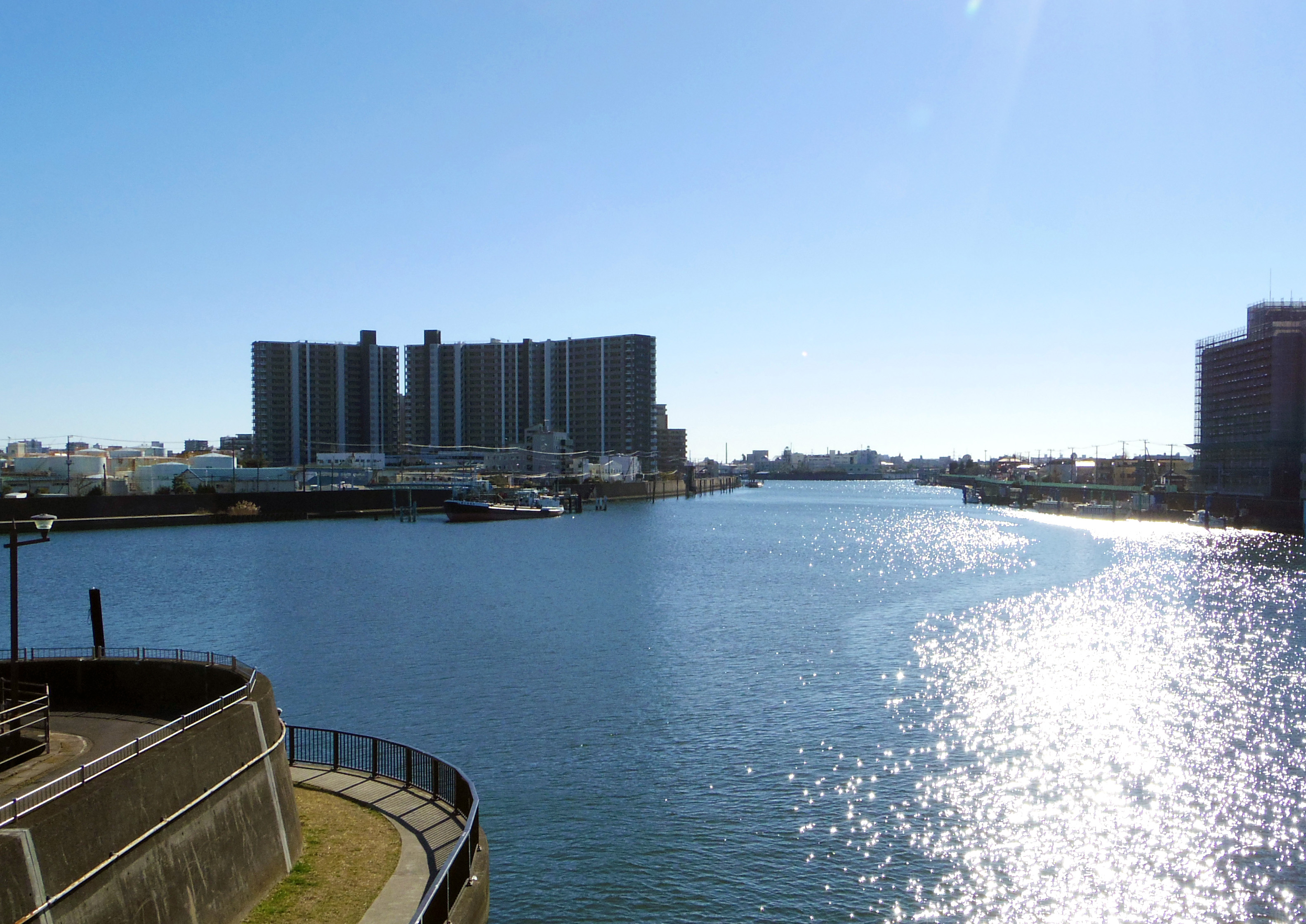
新中川（手前部分）との合流地点

旧江戸川（きゅうえどがわ）は、千葉県と東京都の境界を流れる一級河川。その名の通り、かつての江戸川本流である。

## 地理
江戸川は東京都江戸川区篠崎町と千葉県市川市の間に架かる江戸川大橋の下流で二手に分かれており、江戸川放水路（本流）と旧江戸川に分派している。江戸川放水路を本流とし、元の川の名称を「旧江戸川」としたのは1965年（昭和40年）のことである 。旧江戸川には江戸川水閘門（篠崎水門）、本流の江戸川放水路には行徳可動堰が設けられている。このうち旧江戸川は東京都江戸川区江戸川付近で新中川を合わせ、東京ディズニーランドの西側で東京湾へ注いでいる。全区間にわたり千葉県と東京都の境界に位置する。
旧江戸川上流端に位置する江戸川水閘門には治水機能や通航機能、塩分遡上防止と維持流量の確保などの機能がある。江戸川は平常時には塩分遡上防止のため江戸川放水路の行徳可動堰が閉じられており、江戸川水閘門から旧江戸川を通り東京湾に注いでいる（概ね毎秒9立方メートル） 。洪水時には行徳可動堰を開き江戸川放水路から東京湾に流すことで江戸川の水量を調節している 。

## 歴史
江戸時代初期まで利根川は埼玉平野で枝分かれして東京湾に注いでおり、江戸川下流はその支川の一つで太日川と呼ばれていた。その後、江戸幕府による治水事業で舟運が発達した。
1911年（明治44年）の江戸川改修工事の計画で新たな水路の開削が決定された。そして1919年（大正8年）に江戸川放水路が開削された。
1965年（昭和40年）以降は放水路を江戸川の本流とし、元の川のほうは「旧江戸川」という名称となった。

## 橋梁
上流より記載
- 今井橋：東京都道・千葉県道50号東京市川線（新大橋通り）
- 浦安橋：東京都道・千葉県道10号東京浦安線（葛西橋通り）
- 第一江戸川橋梁：東京メトロ東西線
- 舞浜大橋：首都高速湾岸線・国道357号（東京湾岸道路）
- 江戸川橋梁：京葉線

今井橋より上流は、本流の市川橋に至るまで約8kmにわたり一般道路の橋が架かっておらず、首都圏の人口集中地区における直轄河川において橋梁間隔が最長となっている。江戸川区では1947年（昭和22年）、市川市では1967年（昭和42）に県道市川浦安線と柴又街道を繋いで旧江戸川の都県境をまたぐ橋梁を都市計画決定していたが、2022年度（令和4年度）から千葉県が「旧江戸川橋梁（仮称）新設事業」として着手することになった。この橋梁を千葉県と市川市では押切橋と仮称している。
この他、浦安橋 - 舞浜大橋間にも架橋構想がある。

## 分支流
- 新中川（中川分流・旧江戸川支流）
- 新川（中川分流・旧江戸川支流）
- 境川（旧江戸川分流）
- 堀江川
- 左近川
- 見明川（旧江戸川分流）